# جوزيف-آرثر باريت
جوزيف-آرثر باريت هو فلاح وسياسي كندي، ولد في 28 أبريل 1875 في Saint-Barthélemy, Quebec ‏ في كندا، وتوفي في 27 أبريل 1952. نشط حزبياً في حزب كندا المحافظ. وقد انتخب عضو مجلس العموم الكندي.